# Garuda Linux
Garuda Linux – dystrybucja systemu operacyjnego GNU/Linux oparta na Arch Linux, oferuje instalację graficzną przy użyciu dostosowanego instalatora Calamares. Posiada kilka środowisk graficznych oraz korzysta z menedżera pakietów Pacman. Garuda Linux domyślnie korzysta z systemu plików BTRFS.

## Aplikacje w Garuda Linux
- Garuda Settings Manager – narzędzie GUI do zarządzania sterownikami.

- Garuda Assistant – narzędzie GUI do podstawowych zadań.

- Garuda Boot Options – narzędzie GUI do zarządzania ustawieniami rozruchu GRUB.

- Garuda Network Assistant – narzędzie GUI do zarządzania siecią.

- Garuda Gamer – GUI do instalacji narzędzi do gier.

## Wymagania systemowe[3]
|                   |                   | Minimalne | Zalecane |
| ----------------- | ----------------- | --------- | -------- |
| Pamięć operacyjna | Pamięć operacyjna | 4 GB      | 8 GB     |
| Wymagane miejsce  | Wymagane miejsce  | 30 GB     | 40 GB    |